# Alonso Vicente de Solís y Folch de Cardona
Alonso Vicente de Solís y Folch de Cardona   (Madrid, 4 d'octubre de 1708 - Madrid, 3 d'agost de 1780) va ser un noble espanyol, IV duc de Montellano, que va exercir de virrei de Navarra.
Va néixer a la vila de Madrid el 4 d'octubre de 1708, fill del III duc de Montellano, José de Solís y Gante, i de Josefa Folch de Cardona, marquesa de Castelnovo i Pons. El 6 de maig de 1741 va rebre l'hàbit de l'orde de Calatrava per Reial Decret i se li'n va assignar la comanadoria d'Obreria. El 10 d'abril de l'any següent va ser armat cavaller al monestir de la Mare de Déu de la Concepció, de les religioses del mateix orde.
Va servir a la corona espanyola, primer com a coronel del regiment d'infanteria de Lisboa, el 1747 és nomenat brigadier dels Reials Exèrcits, el 1754 és nomenat mariscal de camp i el 1763 tinent general de l'exèrcit. Així mateix, fora de l'àmbit militar, pels seus mèrits Ferran VI va nomenar-lo gentilhome de cambra amb exercici el 1745. Va ser un dels assistents a la jura del rei Carles III el 1760 a Toledo i del seu primogènit, Carles, com a príncep d'Astúries. El 1768 va ser nomenat virrei i capità general del regne de Navarra. A la seva tornada a Madrid, rei el va nomenar capità de la Reial Guàrdia d'Alabarders i gentilhome de cambra i li va atorgar el collar de l'orde del Toisó d'Or.
Paral·lelament, Solís va heretar de la seva mare els títols i estats de Castelnovo, entre d'altrs, confirmada la successió el 1751, i del seu pare el 1765, corresponent al ducat de Montellano, i altres títols i estats. En la seva persona, el ducat de Montellano va rebre la Grandesa d'Espanya de primera classe el 6 de novembre de 1756, que va ser confirmada després de la mort de Solís, el 27 de gener de 1784. A banda de duc de Montellano i marquès de Castelnovo, va ser, entre d'altres, comte de Saldueño i baró d'Asueva, Soneja, Sierra i Mazalavez.
Solís va conrear la poesia, el 1756 va publicar a Madrid una obra titulada Pelayo.
Es va casar dues vegades, el 1732 amb María Leonor Centurión y Velasco, filla del marquès d'Estepa, morta un any després, i el 1736 amb María Agustina de Wignacourt, princesa de Barbançon, duquessa d'Aremberg i comtessa de Frigiliana, entre altres títols. No va tenir fills del primer matrimoni, i del segon en van néixer el seu successor als títols i estats de la família, Alonso, a més de Francisco i Isidro, els quals no van tenir descendència.
El duc va morir el 3 d'agost de 1780, després d'una llarga malaltia, i va ser enterrat al convent de Sant Francesc.